# Capone (film)
Capone è un film del 2020 sceneggiato e diretto da Josh Trank.
La pellicola narra l'ultimo periodo di vita di Al Capone, interpretato da Tom Hardy, che dopo dieci anni di prigione deve fare i conti con la demenza, il declino fisico ed i sensi di colpa per i crimini commessi.

## Trama
Florida, 1947. Al Capone, chiamato in diminutivo dalle persone più care "Fonzo", vive un'esistenza in preda ad allucinazioni, causate dalla demenza per via della sifilide.
La moglie Mae vuole ricavare 200.000 dollari vendendo delle statue del giardino della lussuosa villa. Fonzo sospetta di essere sorvegliato dall'FBI, non riconosce i figli che lo chiamano al telefono, e crede di viaggiare per una sconosciuta meta con un amico che ormai non c'è più, frutto delle sue allucinazioni, sostenendo costui di aver nascosto 10 milioni di dollari e di volerglieli donare, seppure non ricordi dove.
La malattia peggiora quando Fonzo, temendo una retata dell'FBI, imbraccia un mitra e attacca la servitù nel giardino.
Dopo un alterco con la moglie, Fonzo ha l'ennesimo ictus, e deve sostenere una cura riabilitativa, evitando di bere alcolici e fumare sigari, mentre le allucinazioni del suo passato sanguinario di gangster aumentano sempre di più, e l'amnesia e la demenza peggiorano.
Ridotto quasi a un vegetale, alla fine Fonzo riceve in casa il figlio che da anni non sente più, ma per lui è troppo tardi.

## Produzione
Il progetto, inizialmente intitolato Fonzo, viene annunciato nell'ottobre 2016 con Josh Trank come regista, sceneggiatore e montatore, e Tom Hardy nel ruolo di Al Capone.
Le riprese del film, il cui budget è stato di 20,6 milioni di dollari, sono iniziate il 2 aprile 2018 a New Orleans.

## Promozione
Il primo trailer del film viene diffuso il 15 aprile 2020.

## Distribuzione
La pellicola è stata distribuita on demand in noleggio per due giorni dal 12 maggio 2020 con la distribuzione nelle sale cinematografiche statunitensi prevista per l'estate dello stesso anno con la riapertura dei cinema.

## Accoglienza

### Incassi
Nei primi dieci giorni di distribuzione on demand, il film ha incassato 2,5 milioni di dollari.

### Critica
Sull'aggregatore Rotten Tomatoes il film riceve il 41% delle recensioni professionali positive con un voto medio di 5,05 su 10 basato su 107 critiche, mentre su Metacritic ottiene un punteggio di 46 su 100 basato su 35 critiche.
Recensendo The Alto Knights - I due volti del crimine Gian Luca Pisacane su Cinematografo.it ha scritto che Barry Levinson «ha evitato comunque lo scempio di Capone di Josh Trank».